# Der Brotverdiener
Der Brotverdiener (Originaltitel: The Breadwinner) ist ein animiertes Filmdrama aus dem Jahr 2017 unter der Regie von Nora Twomey. Nachdem der Film zunächst ab dem Toronto Film Festival am 8. September 2017 auf diversen Festivals gezeigt worden war, kam er am 17. November 2017 in den USA in die Kinos. In Deutschland konnte man den Film erstmals am 1. Juni 2018 per Online-Stream sehen.
Der Film, der eine Adaption von Deborah Ellis’ Roman Die Sonne im Gesicht ist, war bei der 90. Oscarverleihung für  den Oscar in der Kategorie „Bester Animationsfilm“ nominiert.

## Handlung
Parvana ist ein 11-jähriges Mädchen, das im afghanischen Kabul unter der Kontrolle der Taliban lebt. Ihr Vater Nurullah, der Lehrer ist, wurde während des sowjetisch-afghanischen Krieges bleibend verletzt: durch den Krieg verlor er sein linkes Bein und wurde zum Straßenhändler. Nachdem ein junges Talibanmitglied, Idrees, auf einem Kabuler Markt, wo die beiden Waren verkauft haben, vermeintlich von ihm beleidigt wurde, wird Nurullah beim Abendessen zu Unrecht verhaftet. Parvanas Familie steht nun ohne einen erwachsenen männlichen Angehörigen da. Ihr älterer Bruder Sulayman ist bereits vor Jahren gestorben und so sind sie, ihre Mutter Fattema, ihre ältere Schwester Soraya und ihr jüngster Bruder Zaki nun in der Situation, keine Möglichkeit zu haben, die Familie zu versorgen, da sie nicht ohne einen männlichen Familienangehörigen aus dem Haus gehen dürfen. Nach einem erfolglosen Versuch von Parvana, als Mädchen Essen zu kaufen, beschließt sie, sich als Junge zu verkleiden und vorzugeben, Nurullas Neffe „Aatish“ zu sein und auf diese Weise die Familie zu versorgen.
Der Trick funktioniert, und Parvana ist in der Lage, sowohl an Nahrung als auch an Geld zu kommen. Sie trifft auf Shauzia, ein anderes junges Mädchen, das sich als Junge verkleidet, um ihre Familie zu versorgen. Auf Anraten von Shauzia geht Parvana ins Gefängnis, wo ihr Vater festgehalten wird, und versucht, die Wachen zu bestechen, damit sie ihn sehen kann. Der Plan scheitert jedes Mal, und Parvana wird verscheucht. Sie arbeitet daran, mehr Geld zu sparen, um mehr Bestechungsgeld zusammenzubekommen, und nimmt Schwerstarbeitsjobs bei Shauzia an, die versucht, genug Geld zu sparen, um ihrem missbräuchlichen Vater zu entkommen. In der Zwischenzeit sieht sich Fattema gezwungen, an einen Verwandten in Mazar-i-Sharif zu schreiben und Soraya für eine arrangierte Ehe mit einer ihrer jüngeren Cousins anzubieten, im Austausch für ein Dach überm Kopf und Schutz. Parvana trifft auch Razaq, der bei Idrees dabei war, als ihr Vater verhaftet wurde; der Analphabet Razaq bezahlt sie dafür, ihm einen Brief vorzulesen, der enthüllt, dass seine Frau Hawla auf dem Weg zu einer Hochzeit von einer Mine getötet wurde. Er freundet sich mit Parvana an und trifft sich immer wieder mit ihr, damit sie ihm Lesen und Schreiben beibringt.
Parvana und Shauzia nehmen einen Schwerstarbeitsjob an, bei dem auch Idrees anwesend ist. Er erkennt sie und versucht, nachdem er von einem von Parvana geworfenen Ziegelstein getroffen worden ist, sie auf der Flucht zu töten. Parvana und Shauzia schaffen es, sich zu verstecken, und Idrees wird abrupt zu einem gerade aufflammenden Krieg gerufen;  er wird nicht wieder gesehen. Als Parvana nach Hause zurückkehrt, fleht Fattema sie an, mit der gefährlichen Verkleiderei aufzuhören. Fattema berichtet, dass ihre Verwandten Soraya akzeptiert haben und dass sie sie übermorgen abholen werden. Parvana stimmt unter der Bedingung zu, dass sie noch Nurullah im Gefängnis besucht, um ihn darüber zu informieren, wohin sie gehen werden. Razaq hat einen Cousin, der im Gefängnis arbeitet und sie hereinlässt. Sie verabschiedet sich tränenreich von Shauzia und verspricht, dass sie sich in 20 Jahren treffen werden. Während Parvana sich jedoch zum Gefängnis begibt, kommt Fattemas Cousin zu früh an und zwingt sie, ohne Parvana mit ihm zu kommen, da der Krieg beginnt und die Straßen bald blockiert sein werden. Fattema stellt sich schließlich wütend gegen ihren Cousin und weigert sich weiterzugehen; er lässt die Familie auf offener Straße zurück.
Parvana kommt im Gefängnis an, wo sie Razaq vorfindet. Nachdem Parvana enthüllt hat, dass sie Nurullahs Tochter ist, informiert Razaq sie, dass sein Cousin zum Kämpfen gegangen ist, aber er wird Nurullah herausholen; das Gefängnis wird von geschwächten Gefangenen geräumt, die nicht kämpfen können, und Parvana muss deren Hinrichtung beobachten. Razaq wird bei der Rettung des geschwächten Nurullah in die Schulter geschossen, wird aber nur nicht-tödlich verwundet und wiedervereint Vater und Tochter. Parvana begibt sich zusammen mit ihrem Vater zum Rest der Familie.
Parallel zur Suche nach ihrem Vater erzählt Parvana die Geschichte des Jungen Sulayman, der aufgebrochen ist, um die vom Elefantenkönig und seinen Tigern gestohlene Saat ihrem Dorf zurückzubringen. Das Märchen spiegelt die Erlebnisse und Gefühle Parvanas.

## Entstehung
| Rolle             | Originalsprecher    | Synchronsprecher          |
| ----------------- | ------------------- | ------------------------- |
| Augenoptiker      | Kane Mahon          | Frank Kirschgen           |
| Cousin            | Ali Kazmi           | Christoph Banken          |
| erschrockene Frau | Kanza Feris         | Carmen Katt               |
| Fattema           | Laara Sadiq         | Katrin Zimmermann         |
| Idrees            | Noorin Gulamgaus    | Armin Schlagwein          |
| Kunde             | Salaman Hamidkohzad | Hanns Jörg Krumpholz      |
| Nurullah          | Shaista Latif       | Sebastian Christoph Jacob |
| Parvana           | Saara Chaudry       | Yamuna Kemmerling         |
| Razaq             | Kawa Ada            | Werner Böhnke             |
| Shauzia           | Soma Bhatia         | Marie Hinze               |
| Soraya            | Shaista Latif       | Tanja Schmitz             |
| Sulayman          | Noorin Gulamgaus    | Sebastian Fitzner         |
| Taliban-Teenager  | Enayat Mazaryar     | Christopher Kohn          |
| Torwächter        | Wamiq Furoghudin    | Tim Moeseritz             |
| Verkäufer         | Mran Volkhard       | Klaus Lochthove           |
| Zaki              | Patrick McGrath     | Felix Ebert               |

Im Mai 2016 wurde bekannt gegeben, dass die Hauptanimation für den Film begonnen habe. Der Brotverdiener ist eine Koproduktion von Aircraft Pictures in Kanada, Melusine Productions in Luxemburg und Cartoon Saloon in Irland.
Der Brotverdiener wurde von Angelina Jolie produziert, die mit der Regisseurin Nora Twomey zusammenarbeitete, um den Roman Die Sonne im Gesicht von Deborah Ellis auf die Leinwand zu bringen. Twomey ist eine irische Animatorin, Regisseurin, Drehbuchautorin, Produzentin und Synchronsprecherin. Sie ist auch Gründungspartnerin von Cartoon Saloon, einem irischen Animationsstudio mit Sitz in Kilkenny, das die wesentlichen Animationen für Der Brotverdiener erstellte.
Die deutsche Synchronisation übernahm die SDI Media Germany GmbH, Berlin. Das Dialogbuch schrieb Tanja Schmitz, die auch Dialogregie führte.

## Rezeption
Der Brotverdiener erhielt von Kritikern allgemein positive Bewertungen. Der US-amerikanische Aggregator Rotten Tomatoes erfasst 95 % wohlwollende Pressebesprechungen und ordnet den Film als „Frisch“ ein.
Der Film war bei der Oscarverleihung 2018 für  den Oscar in der Kategorie „Bester Animationsfilm“ nominiert.